# Vilém II. Dlouhý meč
Vilém II. Dlouhý meč (anglicky William II Longespée, francouzsky Guillaume Longue-Épée, 1212? – 8. února 1250, Al-Mansura) byl hrabě ze Salisbury, vnuk anglického krále Jindřicha II. a křižák. Svou hrdinskou smrtí u Mansúry si vysloužil pověst mučedníka.

## Život

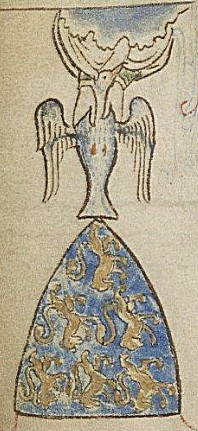
Obrácený erb Viléma ze Salisbury a jeho duše v podobě holubice (dobová iluminace)

Narodil se jako syn Viléma, levobočka anglického krále Jindřicha II. a Ely, jediné dcery a dědičky Viléma ze Salisbury. V červnu 1240 se připojil ke svému bratranci Richardovi při výpravě do Svaté země a o devět let později znovu pozvedl kříž společně s výpravou Ludvíka IX. Měl s sebou 200 rytířů a k hlavnímu vojsku se připojil na podzim 1249. V únoru následujícího roku se zúčastnil katastrofální bitvy u Mansúry, kde našel svou smrt.
Kronikář Matouš Pařížský zmiňuje, že Vilém se po ústupu z města přiklonil k názoru templářského velmistra Viléma ze Sonnacu a radil k opatrnosti. Robert z Artois jej označil za zbabělce a „anglického ocáska“. Oba Vilémové strženi vznětlivým Robertem z Artois znovu vpadli do města, což se většině vojáků stalo osudným.
| „                  | Dnes pojedu tak daleko, že se žádný Francouz neodváží za mnou ani k ocasu mého koně! | “ |
| — Vilém Dlouhý meč |                                                                                      |   |

| „                   | Když jim přišlo na mysl vrátit se, Turci je v úzkých ulicích města Mansurah zasypali trámy a břevny. | “ |
| — Jean de Joinville | |   |

Vilémova matka Ela, v tu dobu již v klášterním ústraní, údajně měla den předtím věštecký sen o synově odchodu na nebesa v doprovodu andělů. Okolo zesnulého Viléma vznikl světský kult křižácké svatosti.